# キリスト復活総大司教座大聖堂
キリスト復活総大司教座大聖堂（ - ふっかつそうだいしきょうざだいせいどう、ウクライナ語: Патріарший Собор Воскресіння Христового）は、ウクライナの首都キーウにある、ウクライナ東方カトリック教会の中心的大聖堂。

## 沿革
2002年10月27日に枢機卿・リボミールのもと、礎石奉献式が執り行われた。2013年8月18日に成聖。
大聖堂はドニエプル川左岸に位置しており、右岸にはない数少ない教会の一つとなっている。キエフで最も高い大聖堂である。